# Can Costa (Castellbisbal)
Can Costa és una obra de Castellbisbal (Vallès Occidental) protegida com a Bé Cultural d'Interès Local.

## Descripció
Casa pairal formada per tres cossos, essent el central el més alt. Així s'ha aprofitat per les golfes. Té planta baixa i primer pis.
Els elements més característics són les rematades de la façana: als cossos laterals, la decoració d'un frontó triangular, imita els frisos dòrics.
El cos central està acabat amb un motllurat de gola inversa decorat amb ceràmica de trencadís.

## Història
El 1917 es construeix aquest immoble sobre una antiga edificació.